# Earl Thomas Coleman

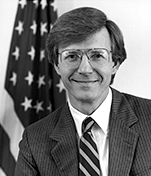
Tom Coleman (um 1976)

Earl Thomas (Tom) Coleman (* 29. Mai 1943 in Kansas City, Missouri) ist ein US-amerikanischer Politiker. Zwischen 1976 und 1993 vertrat er den Bundesstaat Missouri im US-Repräsentantenhaus.

## Werdegang
Tom Coleman besuchte die öffentlichen Schulen seiner Heimat und studierte danach bis 1965 am William Jewell College in Liberty sowie an der New York University in New York City. Nach einem Jurastudium an der Washington University in St. Louis und seiner 1969 erfolgten Zulassung als Rechtsanwalt begann er in Kansas City in diesem Beruf zu arbeiten. Zwischen 1969 und 1972 war er als Assistant Attorney General für das Justizministerium von Missouri tätig.
Politisch schloss sich Coleman der Republikanischen Partei an. Zwischen 1973 und 1976 saß er als Abgeordneter im Repräsentantenhaus von Missouri. Nach dem Tod des Kongressabgeordneten Jerry Litton, der bei einem Flugzeugabsturz ums Leben kam, wurde Coleman bei der fälligen Nachwahl für den sechsten Sitz von Missouri als dessen Nachfolger in das US-Repräsentantenhaus in Washington, D.C. gewählt, wo er am 2. November 1976 sein neues Mandat antrat. Nach sieben Wiederwahlen konnte er bis zum 3. Januar 1993 im Kongress verbleiben.
Im Jahr 1992 unterlag er der Demokratin Pat Danner. Seither arbeitet Tom Coleman für die Livingston Group, die im Lobbybereich tätig ist. Er war auch als Adjunct Professor an der Robert F. Wagner Graduate School of Public Service der New York University und der American University tätig, wo er Lehrveranstaltungen über Schnittpunkte zwischen Wirtschaft und Regierung bzw. Kongress abhielt.